# República Socialista do Chile
```
   |-
       | 
Erro:
:  
valor não especificado para "
continente
"
```

A República Socialista do Chile (espanhol: República Socialista de Chile) foi uma entidade política de curta duração (4 de junho de 1932 - 13 de setembro de 1932) no Chile, que foi proclamada pela Junta do Governo que assumiu aquele ano.

## História
Começou em 4 de junho de 1932 com a renúncia forçada do presidente Juan Esteban Montero por um golpe de estado, liderado por Marmaduke Grove e e outros oficiais militares chilenos. Terminou com a renúncia igualmente forçada de Carlos Dávila Espinoza em 13 de junho nesse mesmo ano.
Embora alguns historiadores, como Julio César Jopet, delimitem o período entre a primeira Junta até o golpe de estado pelo qual assume a presidência de uma nova Junta e, posteriormente, a Presidência Provisória da República, que vai de 4 de junho a 16 de junho.

## Presidentes
A República Socialista era composta por dois presidentes, o primeiro era o general Arturo Puga e o segundo o civil Carlos Dávila Espinosa.
| Título                                                          | Presidente         | Período                              |
| --------------------------------------------------------------- | ------------------ | ------------------------------------ |
| Presidente da Junta de Governo da República Socialista do Chile | Arturo Puga Osório | 4 a 16 de junho de 1932              |
| Presidente Provisório da República Socialista do Chile          | Carlos Dávila      | 16 de junho a 13 de setembro de 1932 |